# Houshenzinus
Houshenzinus is een geslacht van spinnen uit de familie hangmatspinnen (Linyphiidae).

## Soorten
De volgende soorten zijn bij het geslacht ingedeeld:
- Houshenzinus rimosus Tanasevitch, 2006